# Каменички вис
Каменички вис је један од врхова на планини Калафат (837 m), на надморској висини од 814 m. Налази се на територији нишке градске општине Пантелеј.

## Излетиште
Каменички вис је излетиште поред Ниша. Удаљено је 14 km од центра Ниша. Налази се изнад села Каменице, по коме је добило име, на надморској висини од 750-800 m. Првобитни назив виса је био Каменита глава. 
На самом вису налази се пространа зараван окружена шумом, са које се пружа добар поглед на Ниш и нишку котлину. Покривен је густом храстовом шумом. 
На северној страни изграђена је ски стаза дужине 350 m, стаза за санкање и два мања ски лифта која нису у функцији.
На Каменичком вису је седамдесетих година изграђено туристичко насеље „Шумски цвет“ са двадесет једним викенд-објектом (бунгалови) који данас нису у најбољем стању. На северној страни постоји Студени кладенац, једини извор на ужем подручју Каменичког виса.
Изграђен је видиковац (осматрачница) и постављена су три роштиља, дрвене клупе и столови, као и љуљашке и други мобилијар за децу. На осматрачници је 2011. године постављен дурбин за панорамско осматрање Ниша.
До излетишта се може доћи асфалтним путем који пролази поред споменика на Чегру и кроз село Каменицу. Парк-шума на Каменичком вису заштићена је одлуком о проглашењу шума у друштвеној својини за шуме са посебном наменом 19. септембра 1990. године. На ширем подручју излетишта Каменички вис налази се Церјанска пећина.

## Манифестације
Излетиште је најпосећеније за 1. мај, Празник рада, када велики број људи из Ниша и околине долази на излет. На Каменичком вису се сваког јуна, од 2010. године, одржава фестивал „Бекство у природу“.

## Споменик
На широком платоу овог брда 1948. године подигнут је пирамидални споменик капела са петокраком на врху. На њему је плоча са именима 52 погинула борца у Народноослободилачкој борби од 1941. до 1944. године. Споменик је стављен под заштиту 1986. године.

## Радарски центар Ниш
На Каменичком вису се налази „Радарски центар Ниш“, на 813 m надморске висине. Центар ради од 1969. године. Брани територију општина: Књажевац, Сокобања, Житорађа, Гаџин Хан, Дољевац, Мерошина, Ниш, Сврљиг, Бабушница, Бела Паланка, Димитровград и Пирот. Брани површину од 6435 km2, од чега је 3831 km2 пољопривредне површине. Има 111 активних противградних станица.

## Галерија слика
- Каменички вис, место за освежење
- Каменички вис, споменик
- Каменички вис, место за ложење ватре
- Каменички вис, дивље свиње у мини зоо-врту

## Галерија "Каменички вис зими" 2024. година
- Каменички вис под снегом и надстрешница
- Каменички вис зими панорама